# Traducciones del Corán
El Corán, libro sagrado del Islam, es considerado por sus creyentes como un texto auténtico sólo en su lengua árabe original, lo que no obsta a que haya sido traducido por numerosos arabistas a una variedad de lenguas vernáculas, especialmente a partir del siglo xx.
Aún así, la cuestión de traducir el Corán ha planteado un dilema para los musulmanes, debido a que si bien permite difundir su fe fuera del mundo árabe e islámico, muchos eruditos islámicos han insistido que traducir el texto revelado por Dios a un idioma diferente implicaría alejarse del texto original, y muchos de ellos consideran que las traducciones de la obra constituyen solo «comentarios» o «interpretaciones» que, por tanto, no pueden utilizarse con fines rituales.

## Historia de las traducciones
Para el año 1000 ya existía una edición en persa del Corán. La primera traducción del Corán en Europa fue al latín, y se realizó en España en 1143 por encargo del abad de Cluny Pedro el Venerable. En el siglo xvii ya había sido traducido al italiano, alemán y al neerlandés, a las que siguió su primera traducción al inglés.
La traducción al latín fue llevada a cabo por Robert de Ketton, entonces archidiácono de Pamplona, el monje Hermann von Carinthia y Pedro de Toledo, siendo impresa por primera vez siglos después, en 1543 en Basilea, con un prólogo de Martín Lutero. El objetivo específico de Pedro el Venerable al ordenar esta traducción era deshonrar al Islam para su proyecto de polémica antiislámica, que culminaría con su obra Libro contra la secta o la herejía de los sarracenos (Liber contra sectam sive haeresim Sarracenorum). La traducción formaba parte de un proyecto de traducción de cinco obras islámicas. Robert de Ketton tituló a su traducción del Corán como Lex Mahumet, pseudo-prophete, que arabice Alchoran, id est collectio preceptorum, vocatur (Ley de Muhammad, falso profeta, que en árabe llaman Corán, es decir, Colección de Preceptos). Desde entonces, algunas traducciones realizadas por orientalistas europeos se hicieron con el mismo propósito. La segunda versión al latín, más literal y menos difundida, la hizo el canónigo de la catedral de Toledo Marcos de Toledo en 1210 por orden del arzobispo Rodrigo Jiménez de Rada.

## Comparación entre diversas traducciones del Corán al español
Comparación de traducciones de los significados del Corán al idioma español (capítulo 97):

### Corán aljamiado (1606)
El acora de la Cantidad. Es cinco aleas.

En el nombre de Allah piadoso de piedad. / Dixo Allah / que: "Nos lo deballemos / el Alcorán / en la noche de la Gran Cantidad. ¿Y no sabes / ye Muhamed / que es la noche de la Gran Cantidad?  La noche de la Grande Cantidad es mejor que mil meses: deballan los almanaques y Chibril en ella con licencia de su Sennor a todo mandamiento. / Dicen los almalaques: / "La salbación sea a vosotros en ella hasta el sallir del alba".

### Joaquín García Bravo(1907)
SURA XCVII
ALKADR 1

Dado en la Meca. ‑ 5 versículos

En nombre del Dios clemente y misericordioso

1. ¿Nosotros hemos hecho descender el Corán en la noche de ALKADR?.2
2. ¿Quién te hará conocer lo que es la noche de Alkadr?
3. La noche de Alkadr vale más que mil meses.
4. En esa noche los ángeles y el espíritu descienden al mundo con permiso de Dios para vigilar todas las cosas.3
5. La paz acompaña a esa noche hasta el nacer de la aurora.

(notas)

1. Es decir, sentencias inmutables.
2. Kadr significa sentencias inmutables. Se puede comparar este pasaje con los versículos 1 y 3 del sura XLIV. En la noche de Alkader, que se cree sea la del 23 o 24 del mes del Ramadán, es cuando el Corán fue revelado por entero a Mahoma. En aquella noche los negocios del universo quedan fijados y resueltos para todo el año.
3. Véase el sura LXX, 4, nota.[4]

### Rafael Cansinos Assens(1951)
Sura 97 – El destino (Al-Kadr)
¡En el nombre de Alá, el Piadoso, el Apiadable!	
1. En verdad, lo hicimos bajar en la noche del Decreto.
2. ¿Y qué te hará comprender lo que [es] la noche del Decreto?
3. La noche del Al-Kadr [es] mejor que mil meses.
4. Descienden los almalaques y el Espíritu en ella, por permisión de su Señor, para disponer todo asunto.
5. ¡Paz [en] ella hasta que suba la aurora![5]

### Ahmed Abboud (1952)
XCVII

SURA DE ALQADR

O DEL DECRETO

En el nombre de Dios, graciabilísimo, misericordioso.
1. Por cierto que, revelamos el Corán en la noche del decreto.
2. ¿Y qué te hará entender lo que es la noche del decreto?
3. La noche del decreto es mejor que mil meses.
4. En ella descienden los ángeles con el Espíritu (el arcángel Gabriel), con la anuencia de su Señor, para ejecutar todas sus órdenes:
5. ¡Paz!  ¡Es ella hasta el despuntar de la aurora![6]

### Julio Cortés(1979)
Sura 97. Al-Qadr (EL Destino)
¡En el nombre de Alá, el Compasivo, el Misericordioso!
1. Lo hemos revelado en la noche del Destino.
2. Y ¿cómo sabrás qué es la noche del Destino?
3. La noche del Destino vale más de mil meses.
4. Los ángeles y el Espíritu descienden en ella, con permiso de su Señor, para fijarlo todo.
5. ¡Es una noche de paz, hasta el rayar del alba![7]

### Ahmadiyya(1988)
En el nombre del Al-har el Clemente, el Misericordioso.	
1. En verdad, lo revelamos en la Noche del Destino.
2. Y ¿qué podía darte a conocer qué es la Noche del Destino?
3. La Noche del Destino es mejor que un millar de meses.
4. En ella descienden ángeles y el Espíritu con el decreto de su Señor en relación con todos los asuntos.
5. Paz: así será incluso cuando despunte la aurora.[8]

### Abdel Ghani Melara Navío (1995)
97. Sura del Decreto
En el nombre de Allah, el Misericordioso, el Compasivo.
1. Es cierto que lo hicimos descender en la noche del Decreto.
2. ¿Y cómo hacerte saber qué es la noche del Decreto?
3. La noche del Decreto es mejor que mil meses.
4. En ella descienden los ángeles y el espíritu con las órdenes de tu Señor para cada asunto.
5. Paz, ella dura hasta el despuntar del alba.[9]

### Muhammad Asad(2001)
SURA 97
Al-Qadr (El Destino)
En el Nombre de Dios, el Más Misericordioso, el Dispensador de Gracia:
1. Ciertamente, hemos hecho descender esta [escritura divina] en la Noche del Destino.
2. ¿Y qué puede hacerte concebir lo que es esa Noche del Destino?
3. La Noche del Destino es mejor que mil meses:
4. los ángeles descienden en ella en huestes, portando la inspiración divina con la venia de su Sustentador;
5. contra todo lo [malo] que pueda ocurrir da indemnidad, hasta que despunta el alba.[10][11]

### Bahige Mulla Huech (2004)
En el nombre de Allah, Clemente, Misericordioso
1. Hemos (comenzado) a revelar el Corán en la Noche Más Digna.
2. Pero, ¿quién es capaz de evaluar el valor trascendental de la Noche Más Digna?
3. (La remuneración de un bien hecho en) la Noche Más Digna vale más que (su equivalente llevado a cabo a lo largo) de mil meses.
4. Esta Noche, el arcángel (Gabriel), junto con otros ángeles, descienden cada año - previo permiso del Señor - a la  tierra con todos los Decretos divinos (para el año siguiente).
5. Es una Noche de paz (para todo creyente, porque las bendiciones de Dios) rigen su curso hasta el rayar del alba.[12]

### International Islamic Publishing House (2004)
Sura 97 – El Decreto
En el nombre de Allah, Clemente, Misericordioso
1. Por cierto que comenzamos la revelación [del Corán] en la noche del decreto.
2. ¿Y qué te hará comprender [la importancia] de la noche del decreto?
3. [Adorar a Allah] La noche del decreto es mejor que [hacerlo] mil meses.
4. Esa noche descienden los Ángeles y el espíritu [el Ángel Gabriel] con la anuencia de su Señor para ejecutar todas Sus órdenes.
5. En ella hay paz hasta el comienzo del alba.[13]

### Isa García (2014)
Capítulo 97 – La Predestinación
En el nombre de Allah, Clemente, Misericordioso
1. Comencé la revelación [del Corán] en la noche de la predestinación.
2. ¿Y qué te hará comprender la importancia de la noche de la predestinación?
3. [Adorar a Dios] la noche de la predestinación es superior en recompensa a hacerlo durante mil meses.
4. Esta noche descienden los ángeles y el espíritu [el ángel Gabriel] con órdenes de su Señor para todos los asuntos.
5. Es una noche de paz y seguridad hasta el comienzo del alba.[14]

### Texto original árabe
- بسم الله الرحمان الرحيم1) *إِنَّا أَنزَلْنَاهُ فِي لَيْلَةِ الْقَدْرِ     2) *وَمَا أَدْرَاكَ مَا لَيْلَةُ الْقَدْرِ  3) * لَيْلَةُ الْقَدْرِ خَيْرٌ مِنْ أَلْفِ شَهْرٍ4) *تَنَزَّلُ الْمَلَائِكَةُ وَالرُّوحُ فِيهَا بِإِذْنِ رَبِّهِم مِّن كُلِّ أَمْرٍ  5) *سَلَامٌ هِيَ حَتَّى مَطْلَعِ الْفَجْرِ

#### Texto original transliterado
97) Sūrat Al-Qadr
Bismi-llāhi-r-raĥmāni-r-raĥīmi
1. 'Innā 'anzalnāhu fī laylati al-qadri
2. Wa mā 'adrāka mā lailatu al-qadri
3. Lailatu al-qadri khayrun min 'alfi shahrin
4. Tanazzalu al-Mmalā'ikatu wa ar-rūĥu fīhā bi'idhni rabbihim min kulli 'amrin
5. Salāmun hiya ĥatta maţla`i al-fajri[15]